# Joan Hackett
Pour les articles homonymes, voir Hackett.
Joan Hackett, née le 1er mars 1934 à East Harlem, New York, décédée le 8 octobre 1983 à Encino, Californie, est une actrice américaine.

## Biographie
D'origine irlandaise et italienne, ses parents l'éduquent dans la foi catholique et l'envoient à l'école catholique, où elle n'a pas toujours été assidue.
Elle commence à jouer dans le rôle de Gail Prentiss dans la série télévisée Young Doctor Malone en 1959. Elle a un rôle important dans l'épisode de La Quatrième Dimension : Un piano dans la maison (A Piano in the House), en 1962. 
Elle obtient encore un rôle important dans The Group de Sidney Lumet en 1966 avec Candice Bergen, Larry Hagman, Richard Mulligan, Joanna Pettet, et d'autres.
Elle est sans doute surtout connue pour son rôle de Catherine Allen face à Charlton Heston dans Will Penny, le solitaire (1968). Elle joue un rôle notable aussi dans le western comique Support Your Local Sheriff! (1969) avec James Garner.
Elle a obtenu un Golden Globe de meilleure actrice dans un second rôle pour son rôle dans Only When I Laugh (1981), son dernier film avant sa mort.
Elle est décédée d'un cancer des ovaires à 49 ans ; ses deux parents sont aussi décédés de cancers. 
Elle est enterrée dans la crypte du Mausolée du cimetière Hollywood Forever à Hollywood, Californie. Son épitaphe la présente comme une beauté endormie réclamant la tranquillité : "Go Away - I'm Asleep".

### Vie familiale
Mariée de 1965 à 1973 à Richard Mulligan, qui joue également dans The Group.

## Filmographie partielle

### Cinéma
- 1966 : Le Groupe (The Group) : Dottie
- 1968 : Will Penny, le solitaire (Will Penny) : Catherine Allen
- 1968 : Les Tueurs sont lâchés (Assignment to kill) : Dominique Laurant
- 1969 : Ne tirez pas sur le shérif (Support your local sheriff !) : Prudy Perkins
- 1973 : Invitations dangereuses (The Last of Sheila) : Lee
- 1975 : L'Homme terminal (The Terminal man) : le docteur Janet Ross

### Télévision
- Alfred Hitchcock présente série TV 
  - épisode : Servant Problem (1961) : Sylvia Colton
- Les Accusés (The Defenders) (1961) série TV : Joan Miller (1961-1962)
- La Quatrième Dimension (The Twilight Zone)
  - épisode Un piano dans la maison (A Piano in the House) (1962) : Esther Fortune
- Le Jeune Docteur Kildare (Dr. Kildare)
  - épisode The Witch Doctor (1962) : Karen Welby
- Gunsmoke
  - épisode The Widow (1962) : Mady Arthur
- Combat !
  - épisode The Chateau (1963) : Gabrielle
- Suspicion (The Alfred Hitchcock Hour)
  - épisode Beast in View (1964) : Helen Clarvoe
- Sauve qui peut (Run for Your Life)
  - épisode The Sex Object (1966) : Diana Murrow
- Will Penny, le solitaire (1968) : Catherine Allen
- Les Règles du jeu (The Name of the Game)
  - épisode Witness (1968) : Jean Thorndyke
- Daniel Boone
  - épisode A Pinch of Salt (1969) : Theodora Liggett
- Opération danger (Alias Smith and Jones)
  - épisode The Legacy of Charlie O'Rourke (1971) : Alice Banion
- Bonanza
  - épisode Woman of Fire (1965) : Margarita Miguel
  - épisode Second Sight (1972) : Judith Corman
- La croisière s'amuse (The Love Boat) (1973)
  - épisode The Oldies But Goodies/The Grass Is Always Greener/Stages of Love (1979) : Tina Phillips
- 1977 : Dead of Night de Dan Curtis (téléfilm) : La mère
- 1977 : The Possessed de Jerry Thorpe (téléfilm) : Louise Gelson
- 1979 : Pleasure Cove de Bruce Bilson (téléfilm) : Martha Harrison
- 1980 : The Long Days of Summer de Dan Curtis (téléfilm) : Millie Cooper
- 1982 : Des poupées de magazine (Paper Dolls téléfilm 1982) : Julia Blake
- Bizarre, bizarre (Tales of the Unexpected
  - épisode Scrimshaw (1985) : Brenda
- Flicks ou Hollyweird ou Loose joints (1987) : Capt. Grace

## Récompenses
- Meilleure actrice dans un second rôle aux Golden Globes en 1982, pour Only When I Laugh